# Jean-François Chevrier

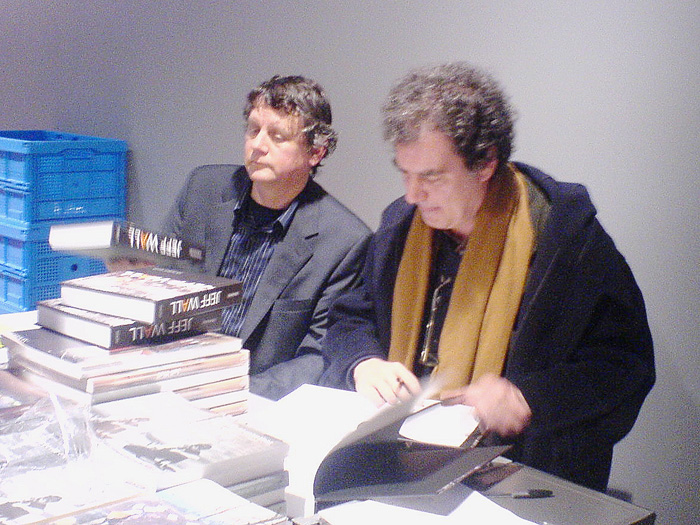
Jean-François Chevrier (r.) und Jeff Wall (l.) am 28. November 2007 im Centre Pompidou, Paris

Jean-François Chevrier (* 1954 in Lyon, Frankreich) ist ein französischer Kunsthistoriker, Kunstkritiker und freier Ausstellungsmacher. Er ist Professor an der Pariser École nationale supérieure des beaux-arts (ENSBA).

## Leben
Jean-François Chevrier schloss 1974 an der École normale supérieure mit der Promotion ab, zudem ist er Agrégé de lettres. Zwischen 1985 und 1995 lehrte er Geschichte der Fotografie an der Université Paris X Nanterre. Seit 1988 lehrt er Geschichte der zeitgenössischen Kunst an der ENSBA. Sein Forschungsinteresse ist breit gefächert und reicht von der Fotografie bis zur Architektur, sowie von Künstlern wie Jeff Wall bis zu Sigmar Polke.
1982 gründete Chevrier die Zeitschrift Photographies und führte sie bis zu ihrem Ende 1985 auch als Chefredakteur. Neben der Kuration zahlreicher internationaler Ausstellungen war er 1997 zusammen mit Catherine David Hauptberater der Documenta X in Kassel. Er lieferte Beiträge zu mehreren Ausstellungskatalogen, so unter anderem zu click – doubleclick (2006) und Cézanne and Beyond (2009). Zuletzt kuratierte er 2013/2014 die Ausstellung Formes biographiques, Construction et mythologie individuelle im Museo Reina Sofía in Madrid.

## Ausstellungen (Auswahl)
- Une autre objectivité/Another Objectivity (London, Paris, Prato, 1988–1989)
- Foto-Kunst (Stuttgart, Nantes 1989–1990)
- Walker Evans et Dan Graham (Rotterdam, Marseille, Münster, New York 1992–1994)
- Des territoires (Paris, 2001)
- L’Action restreinte. L’art moderne selon Mallarmé (Barcelona, Nantes, 2004–2005)

## Schriften (Auswahl)
als Autor
- La trame et le hasard. L’Arachnéen, Paris 2010, ISBN 978-2-9529302-3-9.
- Walker Evans dans le temps et dans l’histoire. L’Arachnéen, Paris 2010, ISBN 978-2-9529302-5-3.
- Entre les beaux-arts et les médias. Photographie et art moderne. L’Arachnéen, Paris 2010, ISBN 978-2-9529302-4-6.
- Proust et la photographie. L’Arachnéen, Paris 2009, ISBN 978-2-9529302-2-2 (Nachdr. d. Ausg. Paris 1982).
- Robert Doisneau. Belfond, Paris 1982, ISBN 2-7144-1598-9.
- Portrait de Jurgis Baltrušaitis. Flammarion, Paris 1989, ISBN 2-08-012038-7.
- Photo-Kunst. Arbeiten aus 150 Jahren. Du XXe au XIXe siècle, aller et retour. Edition Cantz, Stuttgart 1989, ISBN 3-89322-151-4 (Katalog der gleichnamigen Ausstellung, Staatsgalerie, 11. November 1989 bis 14. Januar 1990).
- Lieux communs figures singulières. Musée national d’art moderne, Paris 1991, ISBN 2-904497-09-2 (Katalog der gleichnamigen Ausstellung, 24. Oktober 1991 bis 12. Januar 1992).
- Walker Evans & Dan Graham. Witte de With, Rotterdam 1992, ISBN 90-73362-20-2 (Katalog der gleichnamigen Ausstellung im Westfälischen Landesmuseum für Kunst und Kulturgeschichte, Münster, 31. Januar bis 21. März 1993).
- L’Any 1967. l’objecte d’art i la cosa publica = O els avatars de la conquesta de l’espai = The Year 1967. from Art Object to Public Things. Variations on the Conquest of Space. Fundacio Antoni Tàpies, Barcelona 1997, ISBN 84-88786-18-2.
- Patrick Faigenbaum. Hazan, Paris 2000, ISBN 2-85025-729-X.
- Le Parti pris du document. Littérature, photographie, cinéma et architecture au XXe siècle (EHESS Communications; Heft 71). Seuil, Paris 2001, ISBN 2-02-047868-4.
- L’Action restreinte. L’art moderne selon Mallarmé. Hazan, Paris 2005, ISBN 2-7541-0021-0 (Katalog der gleichnamigen Ausstellung, Musée de Beaux-Arts de Nantes, 8. April bis 3. Juli 2005).
- Le Parti pris du document, Bd. 2: Des faits et des gestes (EHESS Communications; Heft 79). Seuil, Paris 2006, ISBN 2-02-086112-7.
- La Fotografía entre las bellas artes y los medios de comunicación. Editorial Gustavo Gili, Barcelona 2006, ISBN 84-252-2062-9 (hrsg. von Jorge Ribalta).
- Jeff Wall. Hazan, Paris 2006, ISBN 2-7541-0107-1.

als Herausgeber
- Revue Photographies. 1982–1985 (8 Nummern).
- Des territoires en revue. Ensba, Paris 1999–2001 (Hefte 1–5).
- Jeff Wall. Essais et entretiens, 1984-2001. Ensba, Paris 2001, ISBN 2-84056-098-4.
- Öyvind Fahlström. Another Space For Painting. ACTAR, Barcelona 2001, ISBN 84-95273-49-7 (Katalog der gleichnamigen Ausstellung, Museu d’Art Contemporani Barcelone, 18. Oktober 2000 bis 8. Januar 2001).
- Paysages territoires. L’Île-de-France comme métaphore. Parenthèses, Marseille 2002, ISBN 2-86364-113-1.
- Art and utopia. Limited Action. ACTAR, Barcelona 2005, ISBN 84-95951-81-9 (Katalog der gleichnamigen Ausstellung, Museu d’Art Contemporani, 3. Juni bis 12. September 2004).